# Oeogonalia fossulata
Oeogonalia fossulata är en insektsart som beskrevs av Victor Antoine Signoret 1855. Oeogonalia fossulata ingår i släktet Oeogonalia och familjen dvärgstritar. Inga underarter finns listade i Catalogue of Life.